# Paulina Piechota
Paulina Piechota (ur. 14 maja 1999 w Łodzi) – polska pływaczka specjalizująca się w stylu dowolnym, wielokrotna mistrzyni Polski i rekordzistka kraju na krótkim basenie.
W lipcu 2017 roku na mistrzostwach świata w Budapeszcie na dystansie 800 metrów stylem dowolnym zajęła 23. miejsce z czasem 8:49,76.
Pięć miesięcy później, podczas mistrzostw Polski na krótkim basenie w Łodzi zwyciężyła na dystansach 400, 800 i 1500 m stylem dowolnym. Osiągnięcie to powtórzyła w maju 2018 roku na mistrzostwach kraju na długim basenie w Łodzi.